# Badia de Bristol

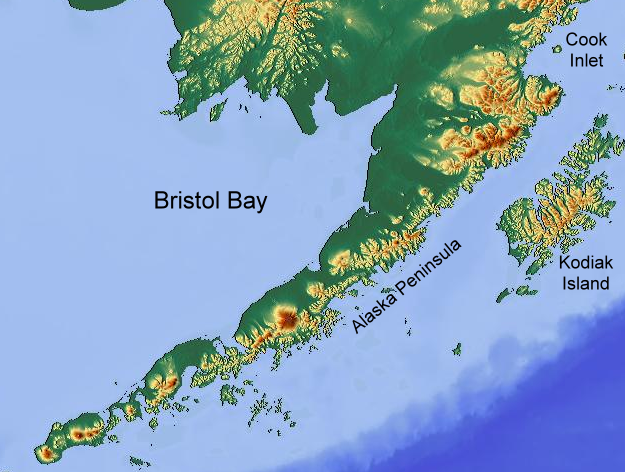
Situació de la badia de Bristol.

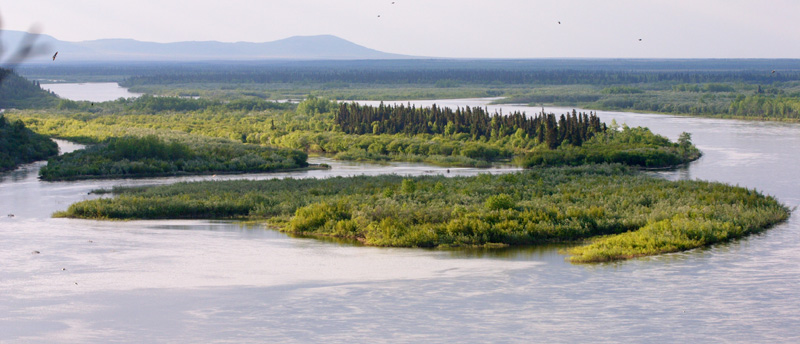
El riu Nushagak desguassa a la badia del mateix nom, un braç de la badia de Bristol.

La badia de Bristol (en anglès Bristol Bay, en yupik Iilgayaq) és una badia que es troba al sud-oest de la península d'Alaska, sent el braç més oriental del mar de Bering. Fa uns 400 kilòmetres de llarg per 290 d'ample. En ella hi desguassen nombrosos rius: Cinder, Egegik, Igushik, Kvichak, Meshik, Nushagak, Naknek, Togiak, i Ugashik. Amb 450 quilòmetres el Nushagak és el més llarg d'ells. Les fortes marees, la gran quantitat de bancs de sorra i les aigües poc profundes, fan que la navegació a la zona sigui molt complicada. En la seva part més interior es divideix en diversos braços, destacant les badies Nushagak i Kvichak, en les quals desemboquen els rius homònims.

## Història
En temps prehistòrics, gran part de la badia de Bristol estava emergida, juntament amb gran part de Beríngia. Més recentment, els seus recursos minerals i animals van constituir un incentiu per a l'assentament humà a les seves costes. Les primeres exploracions russes i angleses proporcionen les primeres influències no natives a la zona. Durant el viatge que James Cook va fer a la zona el 1778 va nomenar la badia en honor de l'almirall Earl de Bristol, Augustus Hervey. Després d'establir-hi alguns assentaments temporals a finals de la dècada de 1790, la Companyia Russo-Americana va enviar partides d'exploració per documentar la costa i les zones properes interiors de la badia de Bristol. Una d'ells va cartografiar l'àrea entre el riu Kuskokwim i el riu Nushagak. Més tard, el 1819, l'aleutià Andrei Ustiugov va dibuixar les primeres cartes en detall de la badia de Bristol. A més, vaixells de l'Armada russa van dur a terme amplis estudis de la costa del mar de Bering fins a mitjans de la dècada de 1800, posant nom a molts dels accidents geogràfics: caps Constantine, Chichagof, Menshikof i Greig; monts Veniaminof i Pavlof, llac Becharof…

## Economia

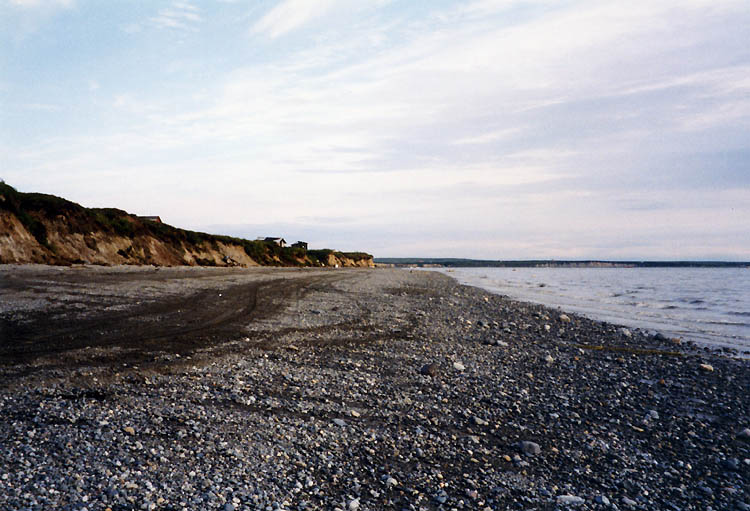
Riba de la badia de Bristol prop de Naknek.

Les principals activitats econòmiques de la zona són la pesca comercial i la indústria conservera associada, la pesca esportiva, la caça i el turisme. El nombre de cases de lloguer i els visitants han crescut molt els darrers anys per la proximitat al Parc i Reserva Nacionals de Katmai.
A la badia de Bristol hi ha una de les majors concentracions de salmó vermell del món, i de forma estacional també es pesquen altres espècies de salmó.
La zona també ha experimentat un gran interès en el desenvolupament d'explotacions de petroli i minerals, sobretot amb la Pebble Mine, a la riba nord del llac Iliamna.

## Demografia
Les tres comunitats més grans de la zona de la badia de Bristol són Dillingham (2.466 hab. l'any 2000), King Salmon (442 hab. l'any 2000) i Naknek (678 hab. l'any 2000). Altres comunitats més petites són: Egegik, Ekuk, Igiugig, Manokotak, New Stuyahok, Newhalen, Nondalton, Pilot Point, Port Heiden, i Ugashik.
Totes aquestes comunitats estan habitades principalment per natius d'Alaska, a excepció de Dillingham - ocupada en els seus inicis per treballadors europeus de la fàbrica de conserves de salmó - i King Salmon - habitada principalment durant la Guerra Freda per personal militar destinat a la King Salmon Air Force Station i més tard pels visitants i treballadors del proper Parc i Reserva Nacionals de Katmai.